# Анастасия Грималска
Анастасия Грималска (на украински: Анастасия Грималска) е италианска тенисистка от украински произход, родена на 12 юли 1990 г. Най-високата ѝ позиция в ранглистата за жени на WTA е 289 място, постигнато на 11 юни 2012 г. В турнирите от календара на ITF има 5 титли на сингъл и 7 на двойки.